# عبد الرحمن نجر
عبد الرحمن نجر الحربي مواليد 3 يناير 1992 في ، السعودية، هو لاعب كرة قدم سعودي.
مثل سابقاً نادي التعاون في الفئات السنية و مثل الفريق الأول حتى عام 2015 و لعب بعدها مع نادي الأسياح ونادي البدائع ونادي الهلالية.

## روابط خارجية
عبد الرحمن نجر على موقع Soccerway.com (الإنجليزية)